# Kate Alexa
Kate Alexa (Victoria, 2 de março de 1988)  é uma cantora e compositora australiana. Ficou conhecida em 2004, quando a sua canção "Always There" foi usada na série  Home and Away. Após as performances que realizou na turnê dos Backstreet Boys na Austrália, o terceiro single, "All I Hear", entrou para o top dez da ARIA, onde permaneceu por oito semanas.

## Biografia
Alexa começou sua carreira aos treze anos, quando escreveu sua primeira música e começou a gravar demos. Sua primeira canção gravada foi "Colors of the Rainbow", e ela declarou que, embora a música seja legal, não pretende tocá-la para ninguém. Em 2004, assinou um contrato com a Liberation Music.

## Carreira

### 2004–06:Broken & Beautiful
Em 2004, quando Alexa ainda estava no colegial, seu single de estreia, "Always There", foi selecionado para a trilha sonora dos comerciais da série Home and Away durante os Jogos Olímpicos.
No ano seguinte, terminou seus estudos na Melbourne Girls Grammar School e logo em seguida, lançou seu segundo single, "My Day Will Come". A música falava sobre aproveitar o momento, e logo se tornou um hit. No final do ano - durante sua graduação -, ela soube da importância de terminar os estudos, e decidiu que iria seguir o resto de sua vida com música.
Em 2006, em seu aniversário de 18 anos, ela lançou o seu terceiro single, "All I Hear". Nessa época, descobriu uma febre glandular. Por causa disso, não foi capaz de divulgar a canção. Mesmo assim, o single alcançou a nona posição na ARIA Singles Chart. Em 6 de setembro, Alexa lançou seu quarto single, "Somebody Out There", que esteve presente novamente no top dez. Em 23 de setembro, lançou seu álbum de estreia, Broken & Beautiful,  e o descreveu como uma reflexão de sua jornada e vida, que passara nos últimos anos, e afirma que tudo no álbum é verdade.

### 2007–08:H2O: Just Add Water
Em 2007, Alexa escreveu e gravou canções para a trilha sonora da série de televisão australiana H2O: Just Add Water. No final do ano, reuniu-se com o produtor australiano Molly Meldrum, e o rapper americano Baby Bash, para gravar um cover da canção "Teardrops" de Womack & Womack. Tornando-se o primeiro single do seu segundo álbum de estúdio.
Entre fevereiro e março de 2008, Kate acompanhou Cyndi Lauper em sua turnê nacional na Austrália. Ela cantou três novas músicas: "Nothing Compares", "Cherry Pop" e "Hit by Love". Em 16 de abril, Broken & Beautiful foi lançado no Japão, com duas faixas bônus: "Walk On", e uma versão acústica de "Always There". O álbum não teve muita publicidade e acabou não aparecendo em nenhuma parada.

### 2009–presente:Infatuation
No começo de 2008, Kate começou a trabalhar em seu segundo álbum, intitulado de Infatuation, previsto para ser lançado no final do ano. Porém, devido aos inúmeros atrasos, teve seu lançamento apenas em 17 de agosto de 2012. Dois singles e vídeos foram lançados antes do álbum em 2011, a faixa título e "X-Rated".
Em janeiro de 2010, Alexa fez parte do festival "Wet and Wild" no Gold Coast, Queensland.
O videoclipe do terceiro single de Infatuation, "I'm Falling", foi lançado em 16 de julho de 2012. O quarto single, "I Deny", foi lançado em dezembro de 2013. Nenhum dos dois apareceram nas paradas australianas.

## Discografia
- 2006: Broken & Beautiful
- 2007: H2O: Just Add Water
- 2012: Infatuation